# 昌樂公主 (隋朝)
昌乐公主（?—?），隋朝公主，又称昌乐县长公主，隋朝追尊的太祖杨忠的女儿，她是隋文帝的妹妹。昌乐公主嫁给了南陈郡公豆卢通，生子豆卢宽。豆卢宽后来归顺唐朝，封芮国公，豆卢宽之孙豆卢钦望是武则天时期的宰相。